# Sander Kok
Sander Kok (Arnhem, 31 augustus 1981) is een Nederlandse schrijver en fotomodel.
Hij studeerde literatuurwetenschap en kunstgeschiedenis en liep vanaf 2006 een aantal seizoenen shows voor onder meer Armani. Ook speelde Sander Kok in campagnes voor Mercedes, Lacoste en Samsung. Voor zijn modellenwerk woonde hij in New York, Seoul en Milaan.
In 2017 debuteerde hij met Smeltende Vrouw. Naar aanleiding van het verschijnen van deze filosofische roman werd de schrijver opgenomen in de Jonge Schrijversgids van Vrij Nederland, '35 schrijvers onder de 35'.

## Trivia
- In de zomer van 2017 deed Sander Kok negen afleveringen mee aan de tv-quiz De Slimste Mens en speelde vier van de vijf dagen van de finaleweek.

- Gemeinsame Normdatei: 1128188880
- Nederlandse Thesaurus van Auteursnamen: 408443405
- Virtual International Authority File: 17148522185320851522
- WorldCat: E39PBJkTc8RJJqprgCCK8DCJDq